# آلفا رومئو ۱۳۵
آلفا رومئو ۱۳۵ (به انگلیسی: Alfa Romeo 135) یک موتور هواگرد ساختِ کارخانهٔ آلفا رومئو در کشور ایتالیا است.